# جامعة تونس الحرة
جامعة تونس الحرة (بالفرنسية: Université libre de Tunis)‏ هي جامعة خاصة، تأسست في 1973.

يقع مقرها في تونس العاصمة في تونس.

## مقالات ذات صلة
- قائمة الجامعات في تونس

## روابط خارجية
- الموقع الرسمي.